# Tanbur
Il tanbur (farsi تنبور, tanbūr) è uno strumento musicale a corde di origini orientali. Il termine può fare riferimento a diversi tipi di liuti a manico lungo, legati a diverse tradizioni musicali popolari dell'Asia Centrale. Strumenti identici o simili sono conosciuti anche con altri termini.
Il tanbur è uno strumento che ha un lungo manico e una ciotola a forma di pera ed è solitamente realizzato in legno di gelso. Il Tanbur era uno degli strumenti musicali più antichi dell'antico Iran.

## Origini
Uno studio ha individuato il termine tanbur come proveniente da Pandur, parola sumera per indicare un liuto a collo lungo. I liuti sono stati presenti in Mesopotamia sin dal terzo millennio a.C.
Il tanbur era già in uso nel periodo sassanide (V-VI secolo d.C.). Nel X secolo d.C. Al-Farabi descriveva un tanbur diffuso a sud e a ovest di Baghdad, e un tanbur trovato nella regione del Khorasan, in Persia. Questa distinzione può essere la fonte della differenziazione tra gli strumenti arabi moderni, derivati dal tanbur di Baghdad, e quelli che si trovano nel Nord dell'Iraq, Siria, Iran, Sindh e la Turchia, derivati dal tanbur del Khorasan.
Più tardi il tanbur curdo fu associato con la musica degli Ahl-e Haqq, un movimento religioso curdo, principalmente simile ad un ordine sufi. È attualmente l'unico strumento musicale usato nei rituali degli Ahl-e Haqq, e i professionisti del tanbur lo venerano come un oggetto sacro.
Il tanbur misura in genere 80 cm di altezza e 16 cm di larghezza. La cassa di risonanza è a forma di pera e intagliata da un pezzo unico o costituita dall'assemblaggio di pezzi di legno di gelso. Il manico è in legno di noce e ha quattordici tasti, distribuiti in una scala semi-cromatica temperata, ha due corde in acciaio accordate ad intervalli di quinta, quarta, o di seconda. La corda superiore può a volte essere raddoppiata.